# Puchar Sześciu Narodów Kobiet 2011
Puchar Sześciu Narodów Kobiet 2011 – dziesiąta edycja Pucharu Sześciu Narodów Kobiet, międzynarodowych rozgrywek w rugby union dla żeńskich reprezentacji narodowych. Zawody odbyły się w dniach 4 lutego – 20 marca 2011 roku, a zwyciężyła w nich reprezentacja Anglii, która pokonała wszystkich rywali i tym samym zdobyła dodatkowo Wielkiego Szlema.
Wliczając turnieje w poprzedniej formie, od czasów Home Internal Championship i Pucharu Pięciu Narodów, była to szesnasta edycja tych zawodów.

## Mecze
| 4 lutego 201119:00 | Francja | 53:3 | Szkocja | Stade Éric Durand, Viry-Châtillon |
| 4 lutego 201119:00 |         | 53:3 |         | Stade Éric Durand, Viry-Châtillon |

| 6 lutego 201113:30 | Włochy | 5:26 | Irlandia | Stadio Mario Battaglini, Rovigo |
| 6 lutego 201113:30 |        | 5:26 |          | Stadio Mario Battaglini, Rovigo |

| 6 lutego 201114:30 | Walia | 0:19 | Anglia | Cross Keys RFC, Crosskeys |
| 6 lutego 201114:30 |       | 0:19 |        | Cross Keys RFC, Crosskeys |

| 11 lutego 201119:30 | Irlandia | 12:14 | Francja | Ashbourne RFC, Ashbourne |
| 11 lutego 201119:30 |          | 12:14 |         | Ashbourne RFC, Ashbourne |

| 12 lutego 201116:30 | Anglia | 68:5 | Włochy | Esher RFC, Walton-on-Thames |
| 12 lutego 201116:30 |        | 68:5 |        | Esher RFC, Walton-on-Thames |

| 13 lutego 201114:00 | Szkocja | 12:41 | Walia | West of Scotland F.C., Milngavie |
| 13 lutego 201114:00 |         | 12:41 |       | West of Scotland F.C., Milngavie |

| 26 lutego 201114:00 | Szkocja | 5:22 | Irlandia | Lasswade RFC, Bonnyrigg |
| 26 lutego 201114:00 |         | 5:22 |          | Lasswade RFC, Bonnyrigg |

| 27 lutego 201113:05 | Anglia | 16:3 | Francja | Sixways Stadium, Worcester |
| 27 lutego 201113:05 |        | 16:3 |         | Sixways Stadium, Worcester |

| 27 lutego 201113:30 | Włochy | 12:8 | Walia | Stadio Montagna, La Spezia |
| 27 lutego 201113:30 |        | 12:8 |       | Stadio Montagna, La Spezia |

| 13 marca 201113:30 | Włochy | 20:28 | Francja | Stadio Ciro Vigorito, Benewent |
| 13 marca 201113:30 |        | 20:28 |         | Stadio Ciro Vigorito, Benewent |

| 13 marca 201114:30 | Walia | 15:14 | Irlandia | Cross Keys RFC, Crosskeys |
| 13 marca 201114:30 |       | 15:14 |          | Cross Keys RFC, Crosskeys |

| 13 marca 201117:15 | Anglia | 89:0 | Szkocja | Twickenham Stadium Londyn |
| 13 marca 201117:15 |        | 89:0 |         | Twickenham Stadium Londyn |

| 18 marca 201119:30 | Irlandia | 0:31 | Anglia | Ashbourne RFC, Ashbourne |
| 18 marca 201119:30 |          | 0:31 |        | Ashbourne RFC, Ashbourne |

| 19 marca 201114:00 | Francja | 15:0 | Walia | Stade Pierre Rajon, Bourgoin-Jallieu |
| 19 marca 201114:00 |         | 15:0 |       | Stade Pierre Rajon, Bourgoin-Jallieu |

| 20 marca 201115:00 | Szkocja | 0:26 | Włochy | Meggetland, Edynburg |
| 20 marca 201115:00 |         | 0:26 |        | Meggetland, Edynburg |